# Dark Funeral (EP)
Albums de Dark Funeral
The Secrets of the Black Arts
(1996)
Dark Funeral est un EP et la première production du groupe de Black metal suédois éponyme. L'EP est sorti le 4 mai 1994 sous le label Hellspawn Records.
Les titres Shadows Over Transylvania et My Dark Desires figureront dans la liste des titres de leur premier album studio, The Secrets of the Black Arts.
Le titre Open the Gates sera ré-enregistré pour la version limitée de l'album Attera Totus Sanctus.

## Musiciens
- Themgoroth - Chant, Basse
- Lord Ahriman - Guitare
- Blackmoon - Guitare
- Draugen - Batterie

## Liste des titres
1. Open the Gates - 04:34
2. Shadows Over Transylvania - 04:23
3. My Dark Desires - 03:53
4. In the Sign of the Horns - 03:44